# Fiavé (FFH-Gebiet)
Das FFH-Gebiet Fiavé ist ein NATURA-2000-Schutzgebiet in der italienischen Provinz Trient. Das 137 ha große Schutzgebiet umfasst das südwestlich von Fiavé gelegene Torfmoor. Das FFH-Gebiet ist seit 1995 ausgewiesen und überschneidet sich mit dem 1988 eingerichteten und 122 ha großen gleichnamigen Biotop. Es gehört zur nachhaltigen Entwicklungszone des 2015 eingerichteten UNESCO-Biosphärenreservates Ledroalpen und Judikarien. Das Schutzgebiet umschließt auch den prähistorischen Siedlungsplatz Pfahlbauten von Fiavé, der 2011 zusammen mit 110 weiteren Fundstellen in 6 Alpenländern von der UNESCO in das Inventar des UNESCO-Weltkulturerbes aufgenommen wurde.

## Bedeutung
Das Schutzgebiet umschließt eines der größten Torfmoorgebiete im Trentino. Es besticht durch eine vielfältige Flora, die wiederum zahlreiche Lebensraumtypen hervorbringt, darunter weitflächige Pfeifengraswiesen. Einige pflanzensoziologische Einheiten, wie Alnetea glutinosae (Erlenbrüche und Grauweidengebüsche) sind in der FFH-Richtlinie der schützenswerten Lebensraumtypen nicht gelistet. Das FFH-Gebiet Fiavé ist außerdem für den Vogelzug von internationaler Bedeutung und dient vom Spätsommer bis zum Herbst als Rastplatz für zahlreiche Mittelstrecken- und Langstreckenzieher auf ihrem Weg in die Winterquartiere. Zudem brüten zahlreiche geschützte oder im Bestand stark rückläufige Vogelarten im Schutzgebiet, die in einem sehr begrenzten Bereich wie in den Alpen vorkommen. Das FFH-Gebiet ist auch für die Reproduktion mehrerer Amphibien- und Reptilienarten bedeutend.

## FFH-Lebensraumtypen
Im FFH-Gebiet Fiavé sind auf Basis des Anhang I der FFH-Richtlinie folgende schützenswerte Lebensraumtypen verzeichnet:
- Natürliche eutrophe Seen mit einer Vegetation des Magnopotamions oder Hydrocharitions
- Pfeifengraswiesen auf kalkreichem Boden, torfigen und tonig-schluffigen Böden (Molinion caeruleae)
- Feuchte Hochstaudenfluren der planaren und montanen bis alpinen Stufe
- Magere Flachland-Mähwiesen (Alopecurus pratensis, Sanguisorba officinalis)
- Übergangs- und Schwingrasenmoore
- Kalkreiche Niedermoore
- Waldmeister-Buchenwald (Asperulo-Fagetum) (incl. Waldgersten-Buchenwald)
- Auen-Wälder mit Alnus glutinosa und Fraxinus excelsior (Alno-Padion, Alnion incanae, Salicion albae)

## Arten

### Besonders schützenswerte Arten

#### Vögel
Folgende Arten, die im Anhang I der Vogelschutzrichtlinie der EU gelistet sind, sind im FFH-Gebiet Fiavé anzutreffen. Die mit einem (b) gekennzeichneten Arten brüten hier:
| - Eisvogel (b) - Haselhuhn - Kornweihe | - Neuntöter (b) - Purpurreiher - Raufußkauz | - Rohrweihe - Schwarzmilan - Schwarzspecht | - Silberreiher - Sumpfohreule - Wachtelkönig | - Weißstorch - Wespenbussard (b) - Zwergdommel |

#### Reptilien
Unter den Reptilien sind folgende Arten gemäß Anhang II oder Anhang IV der FFH-Richtlinie als von gemeinschaftlichem Interesse gelistet:
- Gelbgrüne Zornnatter
- Würfelnatter

#### Flora
Unter den Pflanzen ist folgende Art von gemeinschaftlichem Interesse aufgeführt:
- Sumpf-Glanzkraut

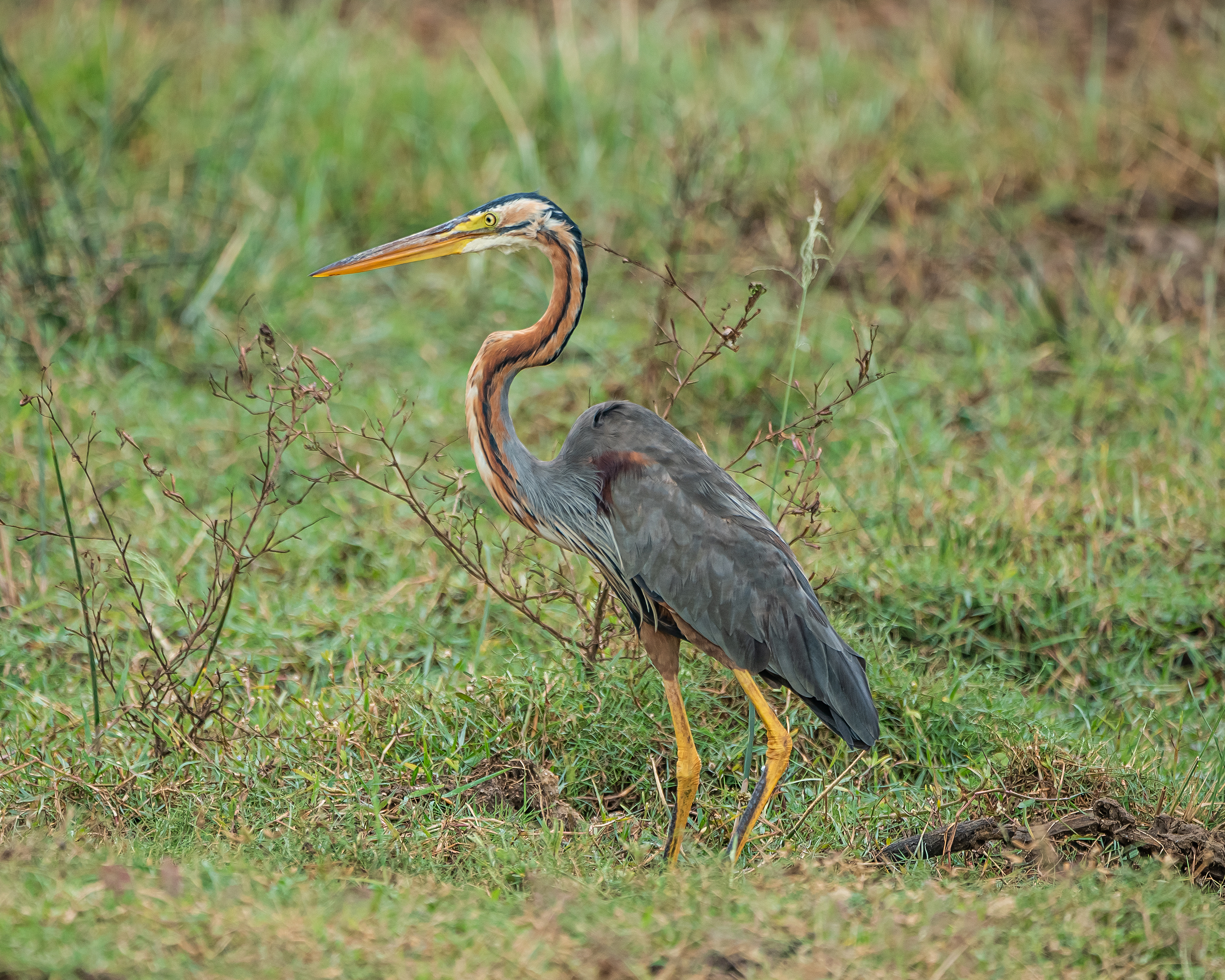
Purpurreiher
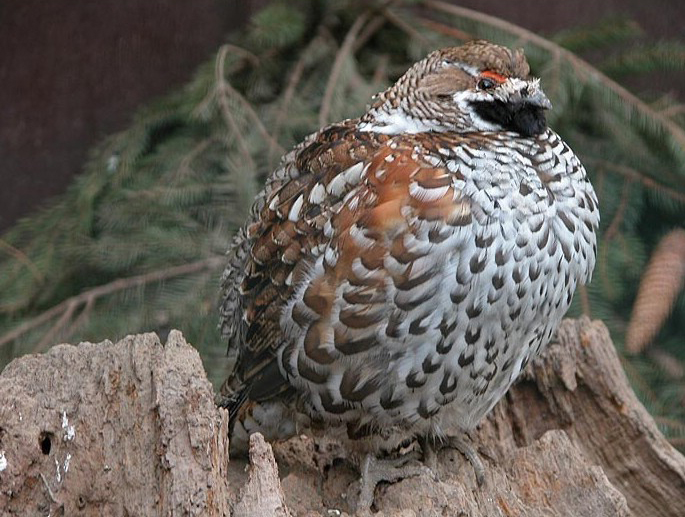
Haselhuhn
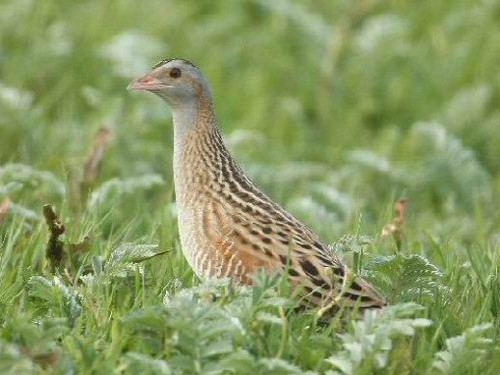
Wachtelkönig
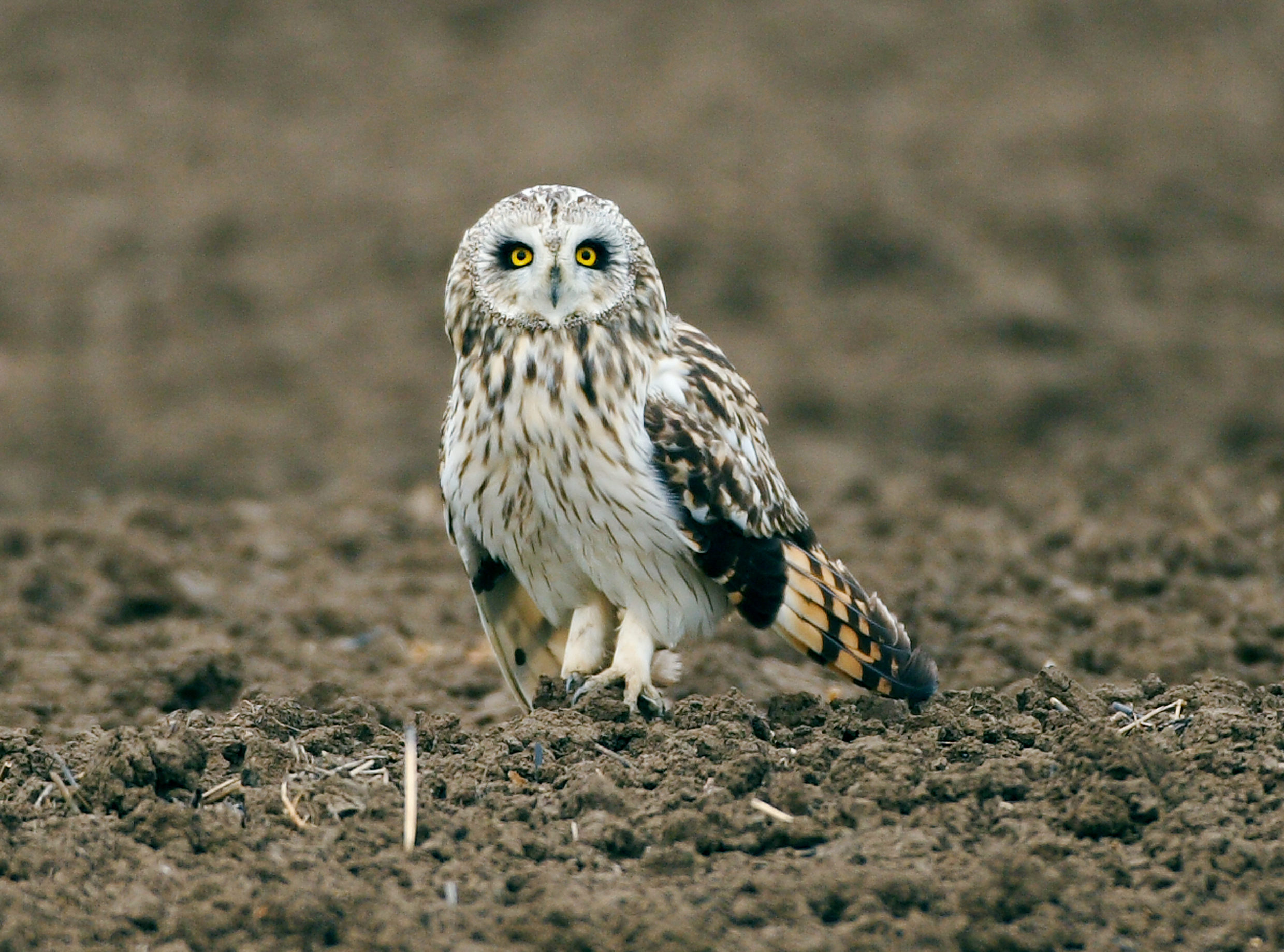
Sumpfohreule
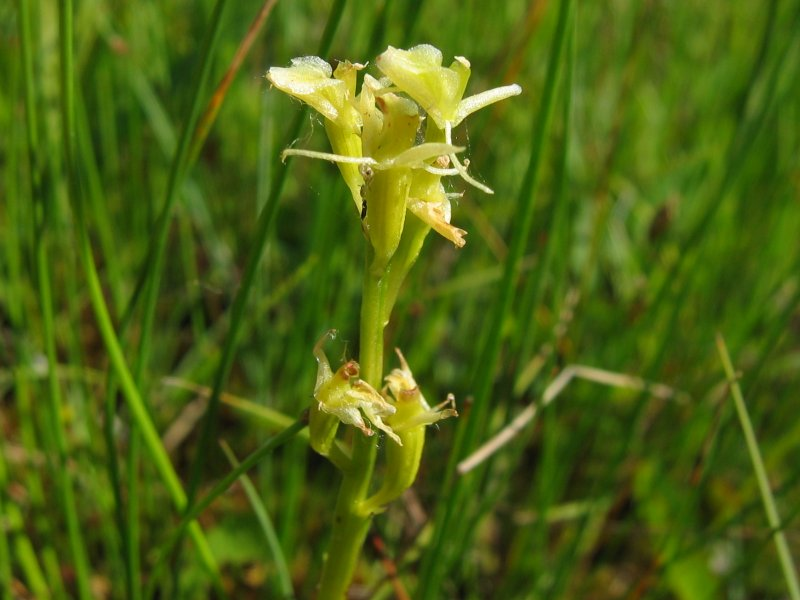
Sumpf-Glanzkraut

### Weitere vorkommende Arten
Des Weiteren kommen folgende Arten vor, die zum Teil nach der Berner Konvention (Anhang II), der Bonner Konvention (Anhang II), dem Washingtoner Artenschutzübereinkommen und/oder dem Abkommen zur Erhaltung der afrikanisch-eurasischen wandernden Wasservögel geschützt sind.

#### Vögel
Die mit einem (b) gekennzeichneten Arten brüten hier:
| - Baumpieper (b) - Braunkehlchen (b) - Dorngrasmücke (b) - Drosselrohrsänger (b) - Fitis | - Gelbspötter - Graureiher (b) - Habicht - Kiebitz - Klappergrasmücke | - Rohrammer (b) - Seidensänger (b) - Schafstelze (b) - Sperber (b) - Stockente (b) | - Sumpfrohrsänger (b) - Teichralle (b) - Teichrohrsänger (b) - Trauerschnäpper - Turmfalke (b) | - Waldkauz - Waldohreule (b) - Wasserralle (b) - Zwergtaucher (b) |

#### Amphibien
| - Bergmolch - Erdkröte | - Feuersalamander - Grasfrosch | - Springfrosch - Teichfrosch |

#### Reptilien
- Aspisviper
- Blindschleiche
- Ringelnatter

#### Säugetiere
| - Braunbrustigel - Eurasisches Eichhörnchen | - Waldspitzmaus - Wasserspitzmaus |

#### Pflanzen
| - Acker-Schöterich - Cyperus flavescens aus der Gattung der Zypergräser - Europäisches Alpenveilchen - Faden-Segge - Fleischfarbenes Knabenkraut | - Fuchs’ Knabenkraut - Großer Wiesenknopf - Großes Zweiblatt - Haarblättriger Rot-Schwingel - Hoher Steinklee | - Kleiner Wasserschlauch - Kümmelblättrige Silge - Langblättriger Sonnentau - Langblättriges Waldvöglein - Lorbeer-Weide | - Mücken-Händelwurz - Pfennigkraut - Rosmarinweide - Rostrotes Kopfried - Ruprechtsfarn | - Rundblättriger Sonnentau - Schatten-Segge - Schwarzschopf-Segge - Sumpf-Blutauge - Sumpf-Stendelwurz | - Teich-Schachtelhalm - Vogel-Nestwurz - Weiße Seerose - Zweiblättrige Waldhyazinthe |

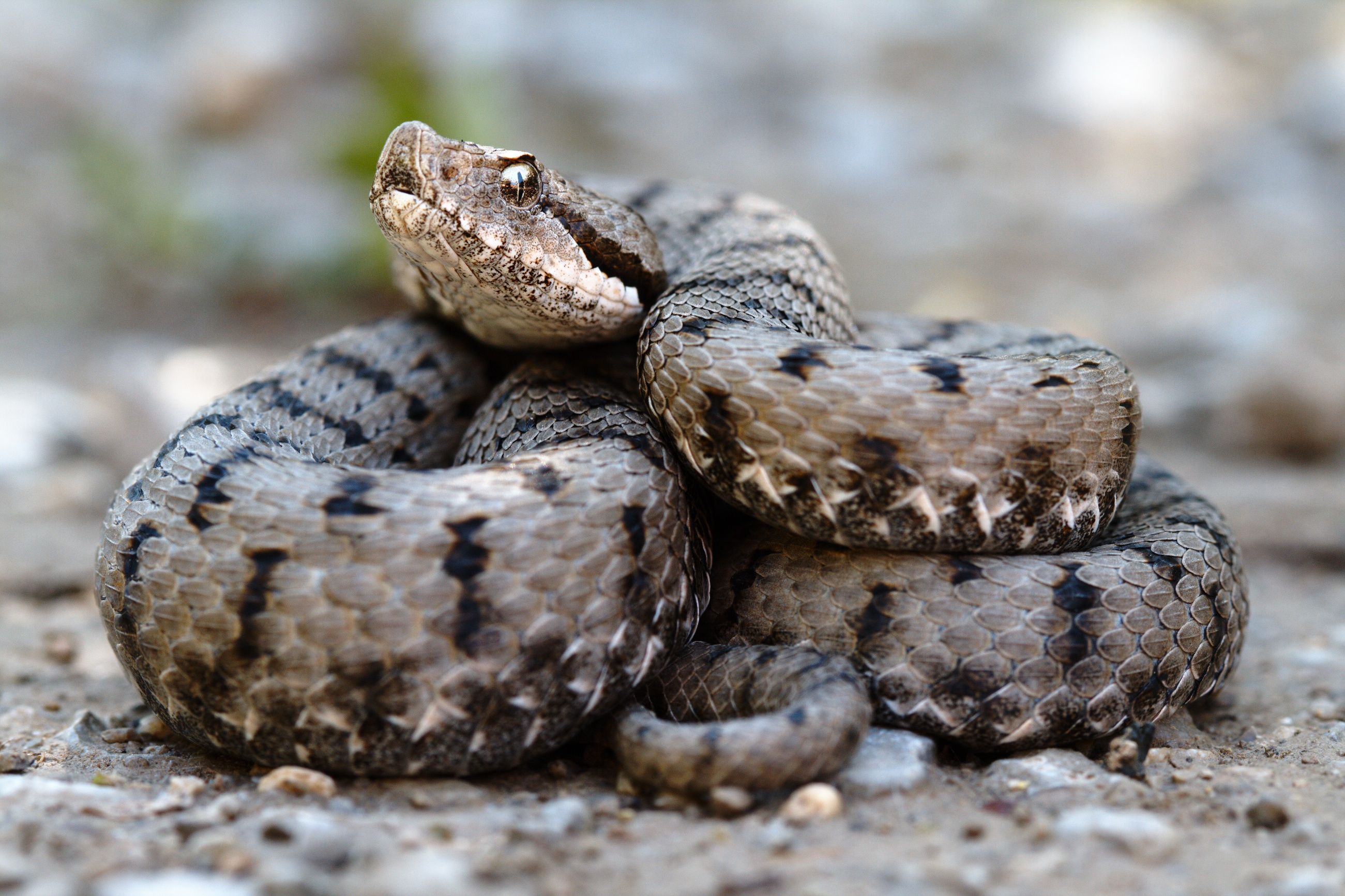
Aspisviper
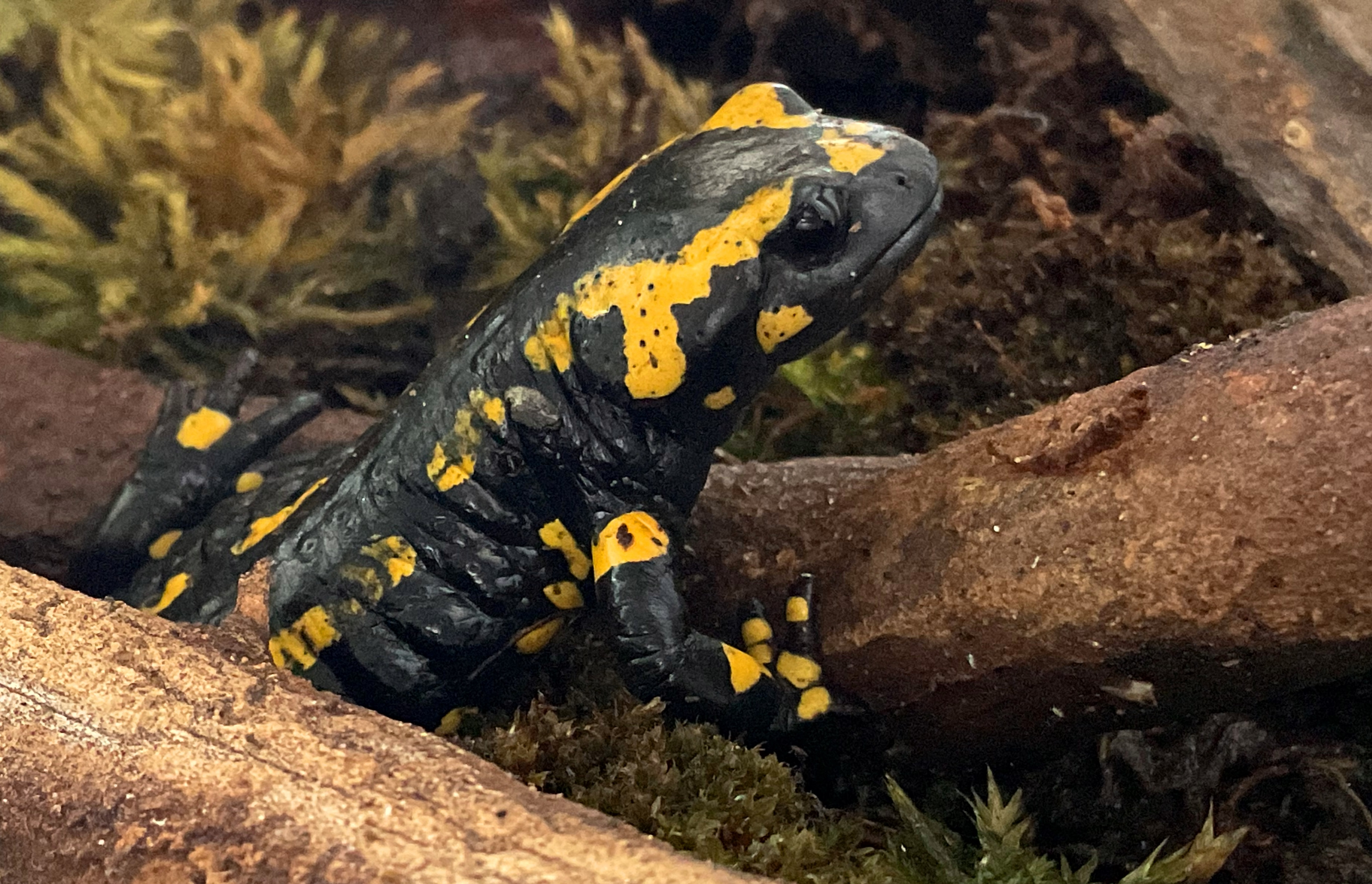
Feuersalamander
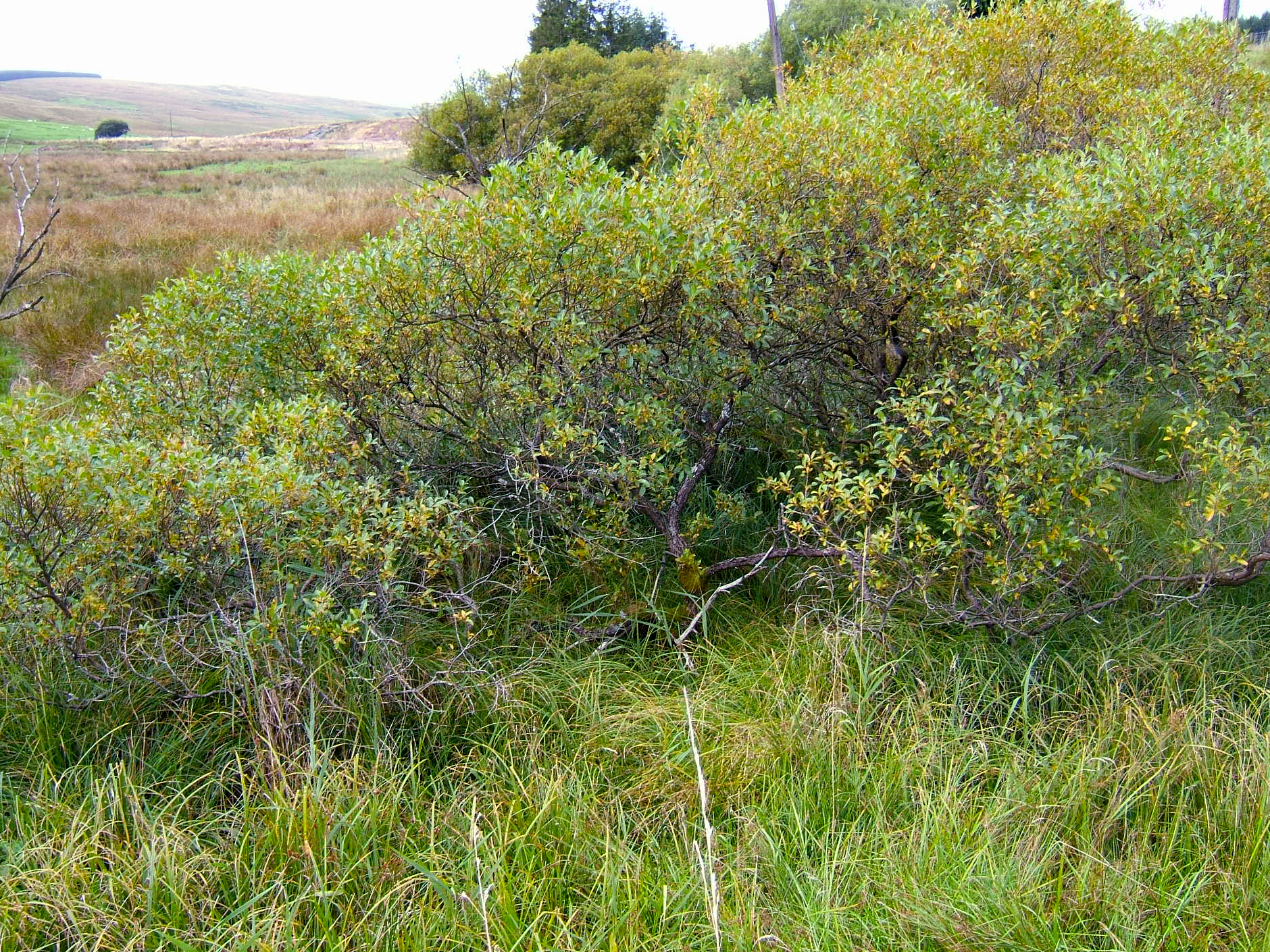
Lorbeer-Weide
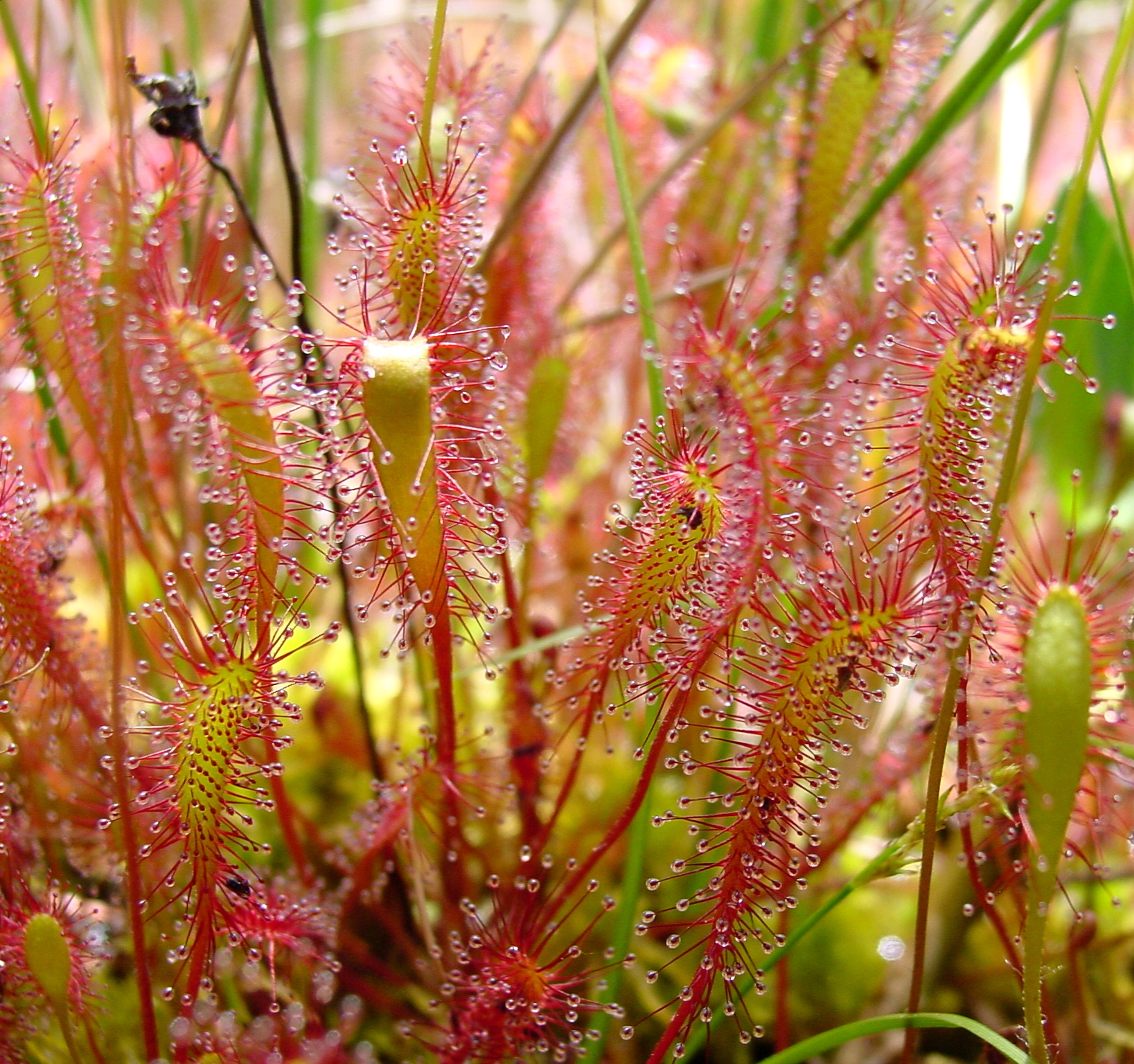
Langblättriger Sonnentau
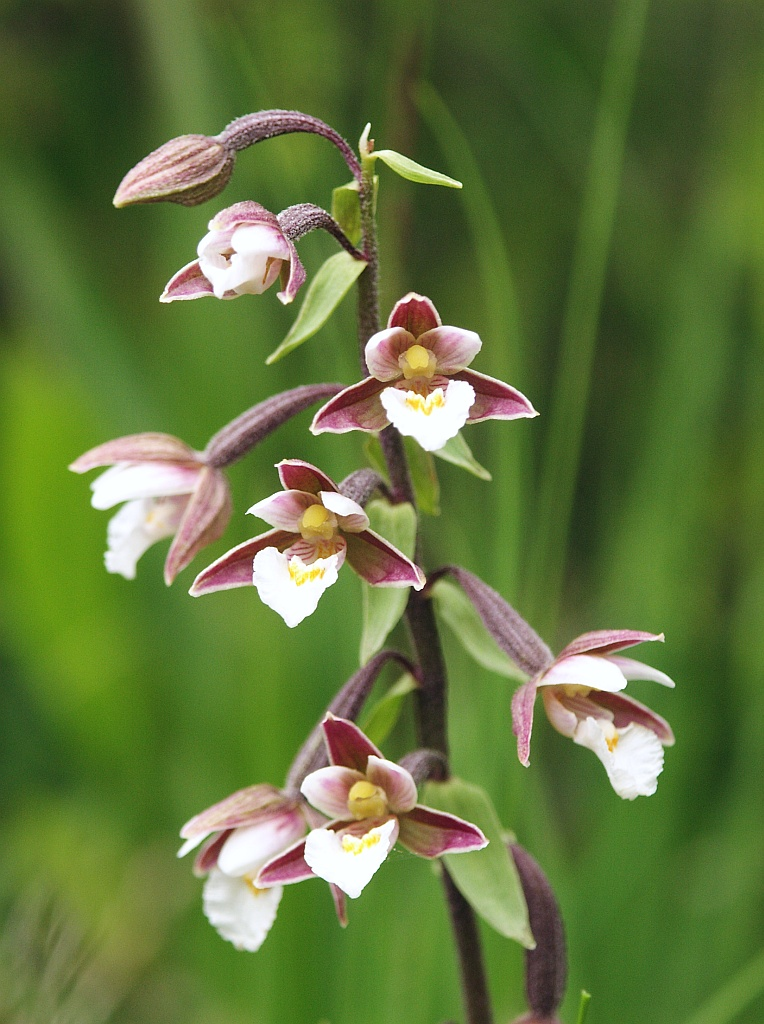
Sumpf-Stendelwurz

## Gefährdung und Schutzmaßnahmen
Das Ökosystem Moor und seine Biodiversität ist vor allem durch den Prozess der Austrocknung gefährdet. Verstärkt wird der Prozess durch die zunehmende Verbuschung, die in der Vergangenheit durch Beweidung begrenzt war. Negativ hat sich in dem Sinne auch der bis in das 20. Jahrhundert betriebene kommerzielle Torfstich und der damit verbundene Bau von Entwässerungskanälen ausgewirkt. Eine Bedrohung für wandernde Amphibien stellt die südöstlich am Schutzgebiet vorbeiführende Staatsstraße SS 421 dei Laghi di Molveno e Tenno dar. Als Bedrohungspotentiale werden vom zuständigen Amt der Provinz Trient noch anthropogene Faktoren, wie die Störung von Brutvögeln durch Besucher der archäologischen Fundstätten aufgezählt. Ein gewisses Risiko geht auch durch die an das Torfmoor angrenzende landwirtschaftliche Nutzung aus, vor allem durch den Einsatz von Pestiziden und Düngemitteln. Die Schutzmaßnahmen zielen auf eine Eingrenzung der beschriebenen Gefährdungen aus, unter anderem durch kontrollierte Abholzung des spontanen Baumbewuchses, durch die Anlegung von kleineren über das Schutzgebiet verteilter Wasserflächen sowie durch die Förderung einer ökologischen Landwirtschaft.